# Campanha Nacional de 1856–1857
Campanha Nacional da Costa Rica de 1856-1857 (em castelhano:  Campaña Nacional de 1856-1857, em inglês:  Filibuster War ou "Guerra da Flibustaria"), foi uma guerra ocorrida entre março de 1856 e maio de 1857, que opôs a República da Costa Rica e os Estados Unidos, sendo as tropas da Costa Rica lideradas pelo seu presidente Juan Rafael Mora Porras contra o exército flibusteiro estadunidense sob o comando de William Walker, como resultado da ocupação flibusteira da vizinha Nicarágua desde 1855.

## Visão geral
O termo "Campaña Nacional" foi cunhado pelo próprio presidente Mora com o objetivo de definir o significado da guerra que iriam combater em uma tentativa de garantir a liberdade e soberania dos povos centro-americanos. Devido a isso, a denominação "Campaña Nacional" é utilizada essencialmente na Costa Rica para definir os acontecimentos que envolveram a participação direta deste país no conflito. 
Outros termos, também na Costa Rica, usados para definir este conflito são: Gesta del 56, Guerra de 1856, Guerra contra los filibusteros e, mais recentemente  Guerra Patria. Na Nicarágua, o conjunto dos fatos da guerra civil travada entre legitimistas e democráticos que conduziram à ascensão ao poder de William Walker e que motivaram a participação costarriquenha neste conflito é conhecido como Guerra Nacional da Nicarágua; no entanto, as batalhas na Nicarágua antes da Batalha de Santa Rosa em 20 de março de 1856, bem como algumas das batalhas ocorridas entre abril e novembro de 1856, quando a Costa Rica não participou da guerra por enfrentar uma epidemia de cólera, não são considerados como parte da Campanha Nacional, embora sejam tomadas como um dos seus antecedentes diretos. 
Finalmente, ao nível da América Central, todos estes eventos militares, assim como suas causas e consequências, são conhecidos como Guerra Nacional Centroamericana ou Guerra centroamericana contra los filibusteros.

## Histórico
A Campanha Nacional foi um conflito que envolveu diretamente tanto a Costa Rica como a Nicarágua, em menor extensão, os demais países da América Central e, indiretamente, os Estados Unidos, o Reino Unido e o Império Francês. Historicamente, está dividida em duas fases de desenvolvimento estratégico-militar: a primeira entre março e abril de 1856, iniciada com a Batalha de Santa Rosa (20 de março) em Guanacaste, e a Batalha de Sardinal (10 de Abril) no cantão de Sarapiquí na Costa Rica, que culminaria finalmente na Batalha de Rivas (11 de abril) na Nicarágua. O aparecimento da epidemia de cólera entre os militares costarriquenhos motivaria sua repatriação após esta batalha.
Superada a epidemia de cólera, se inicia a segunda fase — historicamente conhecida como Campaña del Tránsito — em novembro de 1856, que seria encerrada em maio de 1857. A Campaña del Tránsito teve como principal objetivo o controle do tráfego no Rio San Juan. Teve início em 22 de novembro com a Batalha do Puerto de San Juan del Sur, e continuou com a Batalha de la Trinidad (22 de dezembro), com a tomada dos barcos a vapor flibusteiros no Rio San Juan (23 de dezembro), os combates do Castillo Viejo (16 de fevereiro 1857), do Fuerte de San Carlos (fevereiro-março) e da ilha de Ometepe (março-abril), culminando nas batalhas de San Jorge (março a maio) e Rivas (abril-maio), nas quais estiveram envolvidas outras repúblicas centro-americanas. A Campanha Nacional terminaria com a rendição de William Walker em 1 de maio de 1857.
Na Costa Rica, a Campanha Nacional de 1856–1857 é considerada como uma etapa importante na história costarriquenha, uma vez que deu impulso ao processo de construção do Estado-nação na Costa Rica e representa a consolidação da independência e o início do processo de formação da identidade nacional.